# Peregrination
Peregrination (av latinets peregrinatio – "resa i främmande land") används som äldre benämning på utländska resor. Ofta avser termen studenters resor till universitet i främmande länder under perioden mellan 1100-talet och 1700-talet. Som synonymer till peregrination används bildningsresa, edukationsresa och studieresa, samt den latinska termen peregrinatio academica. Särskilt i svensk och nordisk forskning används peregrination som synonym till termen grand tour som avser bemedlade resenärers utländska resor till berömda universitetsstäder och metropoler på kontinenten under perioden mellan 1500-talets mitt och 1700-talets utgång. Den brittiska 1700-talsaristokratins grand tours till Italien är de mest kända resorna av detta slag. Skillnaden mellan termerna peregrination och grand tour ligger således i sociala förhållanden. Medan vem som helst kunde genomföra en peregrination var grand tour-resandet förbehållet en inflytelserik och förmögen elit.

Peregrinationerna är lika gamla som universitetsväsendet. Så snart de första universiteten hade grundats i början av 1100-talet drog de till sig studenter från långväga håll. Dessa reste – peregrinerade – för att skaffa sig utbildning inom filosofi, teologi, juridik och medicin. Studiernas allmängiltighet garanterades av den katolska kyrkan som gav universiteten rättigheter att bedriva undervisning och skipa rätt bland lärare och studenter. Bland studierna intog teologin en särställning. Teologiska studier kvalificerade studenterna för kyrkliga ämbeten, som var eftertraktade bland annat eftersom de gav relativt säkra inkomster. Studierna öppnade även dörrar till maktpositioner inom statsbyråkratierna. De medeltida furstarna var i stort behov av skolat folk som kunde kommunicera på latin, upprätta juridiskt hållbara dokument och skriva krönikor om furstens rättfärdiga och lyckosamma regemente.
Det är känt att svenska studenter redan på 1200-talet peregrinerade till Sorbonneuniversitetet i Paris, som förblev ett viktigt resmål in på 1300-talet. På 1400-talet tillkom peregrinationer till universitetet i Prag. Många peregrinationer finansierades av kyrkliga skatter som utnyttjades för att ge begåvade ynglingar möjlighet att bege sig ut på kontinenten. Det långsiktiga syftet var att stärka kyrkans position genom ett bättre utbildat prästerskap som kunde bidra till kyrkans arbete, statsstyrelsen och till uppbyggandet av ett inhemskt utbildningsväsen.
Reformationen ändrade förutsättningarna för peregrinerandet radikalt. Verksamheten vid Uppsala universitet (grundat 1477) låg i träda mellan 1520- och 1590-talet. Den kyrkliga organisationen för finansiering av peregrinationerna försvann och det inhemska utbildningssystemet, som hade använts för att förbereda studenterna för avancerade studier utomlands, raserades. Att bege sig till katolska lärosäten blev dessutom omöjligt. I deras ställe trädde lutherskt renläriga universitet. För svenskt vidkommande blev Rostock och Wittenberg särskilt viktiga. Den i Rostock verksamme teologen David Chytraeus (1530-1600) har kallats Sveriges lärare tack vare sin insats som handledare för ett stort antal svenska studenter.
Ifråga om social bakgrund utgjorde medeltidens peregrinerande studenter en brokig skara rekryterad ur samhällets alla skikt. Det var inte ovanligt med fattiga studenter som levde på allmosor och bedrev studier under mycket påvra förhållanden. Även adelsmän studerade, men det bör framhållas att adeln i många fall var skeptisk till boklig bildning. I franska och engelska medeltidskällor heter det bland annat att adelsmän borde ägna sig åt att jaga och föda upp falkar. Att fläcka fingrarna med bläck – att skriva – var en syssla som passade bäst för präster och annat folk.
De svenska utlandsstudenterna kom under 1500-, 1600- och 1700-talen liksom tidigare ur olika sociala skikt. Forskningen visar att sammanlagt cirka 2 000 svenskar studerade vid de mest framträdande holländska och tyska akademierna under 1600-talet. 25 procent av dessa var adelsmän, vilket innebar att adeln, som inte utgjorde mer än cirka en procent av befolkningen, var kraftigt överrepresenterad bland utlandsstudenterna. Ett skäl till detta var att den hade mer resurser än andra att sända sina söner utomlands. Ett annat skäl var att den måste bevaka sina intressen då den tidigmoderna staten började ta form, först under Gustav Vasa och hans söner och senare under Gustav II Adolfs och Axel Oxenstiernas ledning. 

För statsbygget var staten ständigt i behov av utbildat folk. För att fylla vakanta poster visade den sig beredd att anlita ofrälse personer på ämbeten som enligt tradition var vikta för adeln. Det var för att bemästra denna situation som adeln utomlands skaffade sig en lärd utbildning, samt tillägnade sig eleganta vanor och kontinentala insikter, vilka ställde dem utom egentlig tävlan från andra. Ett medel i denna strävan var de så kallade exercitierna, det vill säga övningar i framför allt dans, fäktning och ridning, vilka i princip endast stod öppna för adelsmän. 

Av sådana skäl var skillnaden mellan ofrälse och adliga peregrinationer stora. Medan söner till borgare, bönder och präster under blygsamma förhållanden begav sig till närliggande universitet på andra sidan Östersjön, gjorde adeln kostsamma peregrinationer till bemärkta universitetsorter och städer i Tyskland, Holland, Frankrike och Italien. Särskilt viktiga destinationer var universiteten i Leiden, Heidelberg och Strasbourg samt städer som Amsterdam, Paris, Rom och Venedig.

Sveriges successiva integration i Europa är förklaringen till att peregrinationerna ökade i antal även efter den kraftiga upprustningen av universitetet i Uppsala under 1600-talets början. De kontinentala insikterna behövdes för att utveckla det svenska riket på alla plan, och för att representera den unga stormakten på ett sätt som tålde jämförelse med länderna på kontinenten.